# Connor Murphy
Connor Murphy, född 26 mars 1993, är en amerikansk-kanadensisk professionell ishockeyback som spelar för Chicago Blackhawks i National Hockey League (NHL).
Han spelade tidigare för Phoenix/Arizona Coyotes i NHL; Portland Pirates i American Hockey League (AHL); Sarnia Sting i Ontario Hockey League (OHL) samt Team USA i United States Hockey League (USHL).
Murphy draftades av Phoenix Coyotes i första rundan i 2011 års draft som 20:e spelare totalt.
Han är son till Gord Murphy.

## Statistik
| 2008–2009   | Ohio Blue Jackets      |             | 35  | 7  | 11  | 18  | —   | — | — | — | — | — |
| 2009–2010   | Team USA               | USHL        | 2   | 0  | 0   | 0   | 2   | — | — | — | — | — |
|             | U.S. National U17 Team |             | 8   | 1  | 0   | 1   | 4   | — | — | — | — | — |
| 2010–2011   | Team USA               | USHL        | 9   | 3  | 1   | 4   | 6   | — | — | — | — | — |
|             | U.S. National U17 Team |             | 2   | 0  | 0   | 0   | 4   | — | — | — | — | — |
|             | U.S. National U18 Team |             | 22  | 6  | 4   | 10  | 6   | — | — | — | — | — |
| 2011–2012   | Sarnia Sting           | OHL         | 35  | 8  | 18  | 26  | 26  | 6 | 1 | 2 | 3 | 6 |
| 2012–2013   | Sarnia Sting           | OHL         | 33  | 6  | 12  | 18  | 32  | — | — | — | — | — |
| 2013–2014   | Phoenix Coyotes        | NHL         | 30  | 1  | 7   | 8   | 10  | — | — | — | — | — |
|             | Portland Pirates       | AHL         | 36  | 0  | 13  | 13  | 48  | — | — | — | — | — |
| 2014–2015   | Arizona Coyotes        | NHL         | 73  | 4  | 3   | 7   | 42  | — | — | — | — | — |
| 2015–2016   | Arizona Coyotes        | NHL         | 78  | 6  | 11  | 17  | 48  | — | — | — | — | — |
| 2016–2017   | Arizona Coyotes        | NHL         | 77  | 2  | 15  | 17  | 45  | — | — | — | — | — |
| 2017–2018   | Chicago Blackhawks     | NHL         | 76  | 2  | 12  | 14  | 34  | — | — | — | — | — |
| 2018–2019   | Chicago Blackhawks     | NHL         | 52  | 5  | 8   | 13  | 40  | — | — | — | — | — |
| 2019–2020   | Chicago Blackhawks     | NHL         | 58  | 5  | 14  | 19  | 27  | 9 | 0 | 4 | 4 | 4 |
| 2020–2021   | Chicago Blackhawks     | NHL         | 50  | 3  | 12  | 15  | 35  | — | — | — | — | — |
| 2021–2022   | Chicago Blackhawks     | NHL         | 57  | 4  | 6   | 10  | 47  | — | — | — | — | — |
| 2022–2023   | Chicago Blackhawks     | NHL         | 80  | 7  | 6   | 13  | 69  | — | — | — | — | — |
| 2023–2024   | Chicago Blackhawks     | NHL         | 46  | 2  | 6   | 8   | 40  | — | — | — | — | — |
| 2024–2025   | Chicago Blackhawks     | NHL         | 6   | 0  | 1   | 1   | 11  | — | — | — | — | — |
| NHL totalt  | NHL totalt             | NHL totalt  | 683 | 41 | 101 | 142 | 448 | 9 | 0 | 4 | 4 | 4 |
| OHL totalt  | OHL totalt             | OHL totalt  | 68  | 14 | 30  | 44  | 58  | 6 | 1 | 2 | 3 | 6 |
| USHL totalt | USHL totalt            | USHL totalt | 11  | 3  | 1   | 4   | 8   | — | — | — | — | — |

### Internationellt
| Källa: Uppdaterad: 2024-10-22 | Källa: Uppdaterad: 2024-10-22 | Källa: Uppdaterad: 2024-10-22 |         | Utv = Utvisningsminuter | Utv = Utvisningsminuter | Utv = Utvisningsminuter | Utv = Utvisningsminuter | Utv = Utvisningsminuter |
| År                            | Lag                           | Mästerskap                    | Matcher | Mål                     | Assists                 | Poäng                   | Utv                     |                         |
| ----------------------------- | ----------------------------- | ----------------------------- | ------- | ----------------------- | ----------------------- | ----------------------- | ----------------------- | ----------------------- |
| 2010                          | USA                           | Ivan Hlinka                   | 5       | 1                       | 3                       | 4                       | —                       |                         |
| 2011                          | USA                           | U18-VM                        | 6       | 3                       | 1                       | 4                       | 2                       |                         |
| 2013                          | USA                           | JVM                           | 7       | 0                       | 1                       | 1                       | 2                       |                         |
| 2014                          | USA                           | VM                            | 5       | 0                       | 0                       | 0                       | 0                       |                         |
| 2015                          | USA                           | VM                            | 10      | 0                       | 0                       | 0                       | 0                       |                         |
| 2016                          | USA                           | VM                            | 10      | 3                       | 2                       | 5                       | 12                      |                         |
| 2017                          | USA                           | VM                            | 8       | 1                       | 1                       | 2                       | 2                       |                         |
| 2018                          | USA                           | VM                            | 10      | 0                       | 1                       | 1                       | 8                       |                         |
| Junior totalt                 | Junior totalt                 | Junior totalt                 | 18      | 4                       | 5                       | 9                       | 4                       |                         |
| Senior totalt                 | Senior totalt                 | Senior totalt                 | 43      | 4                       | 4                       | 8                       | 22                      |                         |